# Ялі Іван Олександрович
Ялі Іван Олександрович (1935 — 2006) — український науковець, доктор філософських наук, професор, колишній завідувач кафедри філософії Донецького національного університету економіки і торгівлі ім. М. І. Туган-Барановського та кафедри філософських наук Приазовського державного технічного університету. Активіст грецьких громадських організацій Донеччини.
Засновник і редактор журналу «Греки та слов'яни: 1000 років» (Міжнародний літературно-художній, історико-просвітницький і науково-популярний журнал).
Автор 6 монографій, понад 20 інших наукових праць.